# Пастух і цар
«Пастух і цар» — радянський чорно-білий пропагандистський художній фільм 1935 року, знятий режисером Олександром Лєдащєвим на студії «Межрабпомфільм».

## Сюжет
У центрі сюжету доля пастуха Івана, який під впливом комуністичних гасел, відчув спрагу революційної діяльності і відправився на громадянську війну. У фільмі показана трансформація простого сільського пастуха, неграмотного селянського хлопця, що пройшов сувору школу життя і боротьби, в професійного революціонера, а потім, після перемоги над білогвардійцями та інтервентами, в командира Червоної Армії.

## У ролях
- Микола Баталов —  Іван
- Євгенія Рогуліна —  дружина Івана
- Володимир Уральський —  студент

## Знімальна група
- Режисер-постановник: Олександр Лєдащєв
- Автор сценарію: Наум Кауфман
- Оператори-постановники: Петро Мосягін
- Композитори: Зиновій Фельдман, М. Черьомухін
- Вірші: Євген Шатуновський
- Звукове оформлення: Д. Блок
- Звукооператори: Є. Нестеров, А. Горнштейн